# Blackburn Aircraft Limited

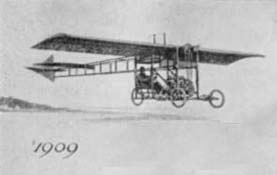
Počátky - Blackburn First Monoplane

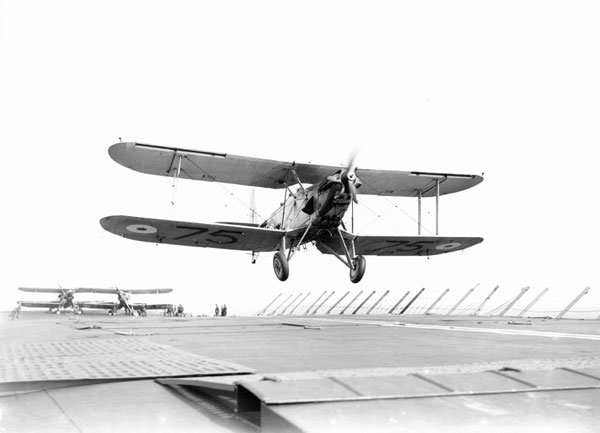
Meziválečná léta - Torpédový bombardér Blackburn Ripon

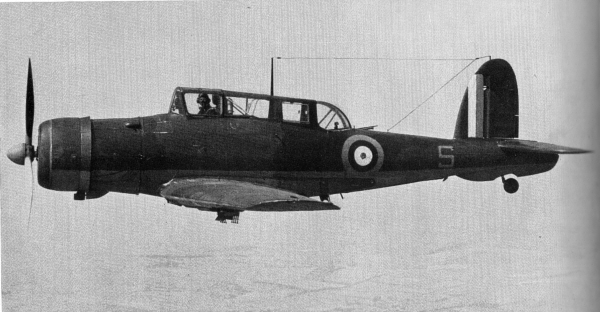
Druhá světová válka a Blackburn Skua – neúspěšný pokus o palubní střemhlavý bombardér a stíhací letoun v jednom

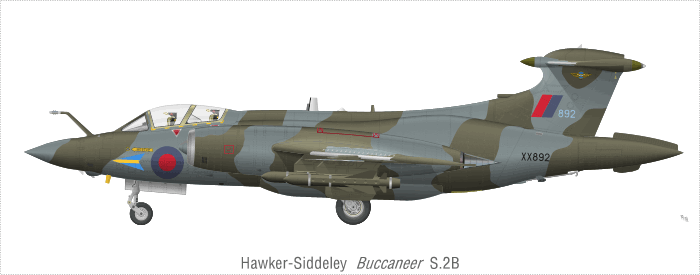
Poslední letoun firmy - Útočný a bombardovací letoun Blackburn Buccaneer

Blackburn Aircraft Limited byl britský letecký výrobce, existující v první polovině dvacátého století. Firma se zaměřovala především na palubní a námořní letouny.

## Historie
Společnost založil průkopník letectví Robert Blackburn, který svůj první letoun zkonstruoval už v roce 1908. Svou leteckou společnost Blackburn Aeroplane & Motor Company založil v roce 1914. Firma v roce 1916 otevřela novou továrnu ve městě Brough v hrabství Yorkshire. V roce 1937 koupil Blackburn výrobce leteckých motorů Cirrus-Hermes a začal se věnovat i výrobě motorů.
V roce 1939 se název společnosti změnil na Blackburn Aircraft Limited. V roce 1949 se firma sloučila v dalším britským leteckým výrobcem, firmou General Aircraft Limited a společně vytvořily Blackburn and General Aircraft Limited. Naposledy se název firmy změnil v roce 1958 a to na Blackburn Aircraft Limited.
V roce 1960 byl Blackburn sloučen s výrobcem Hawker Siddeley a od roku 1963 přestal být název Blackburn zcela používán.

## Vyráběné letouny
- Blackburn First Monoplane (1909) - jednomotorový jednoplošník
- Blackburn Second Monoplane (1911) - jednomotorový jednoplošník
- Blackburn Mercury (1911) - cvičný letoun
- Blackburn Type I (1913)
- Blackburn Twin Blackburn (1915) - dvoutrupý, dvoumotorový letoun pro boj se vzducholoďmi
- AD Scout (1915) - stíhací letoun pro boj proti vzducholodím
- Blackburn Kangaroo R.T.1 (1918) - průzkumný letoun a torpédový bombardér
- Blackburn Swift T.1 (1920) - torpédový bombardér
- Blackburn Dart T.2 (1921) - torpédový bombardér
- Blackburn Blackburn R.1 (1922) - námořní průzkumný letoun
- Blackburn Bluebird B-2 (1924) - dvouplošný cvičný a dopravní letoun
- Blackburn Cubaroo T.4 (1924) - čtyřmístný torpédový bombardér
- Blackburn Velos T.3 (1925) - plovákový letoun
- Blackburn Iris R.B.1 (1926) - létající člun
- Blackburn Ripon T.5 (1926) - palubní torpédový bombardér
- Blackburn Turcock F.1 (1928) - palubní stíhací letoun
- Blackburn Lincock F.2 (1928) - palubní stíhací letoun
- Blackburn Bluebird IV (1929) - dvoumotorový dvouplošný cvičný letoun
- Blackburn Segrave B-1 (1930) - dvoumotorový čtyřmístný dopravní letoun
- Blackburn B-2 (1932) - dvouplošný cvičný letoun
- Blackburn M.1/30 (B-3) (1932) - palubní torpédový bombardér
- Blackburn Baffin T.8/B-5 Baffin (1932) - palubní torpédový bombardér
- Blackburn Shark T.9/B-6 Shark (1933) - palubní torpédový bombardér
- Blackburn Skua B-24 (1937) - palubní stíhací letoun
- Blackburn Roc B-25 (1938) - věžový stíhací letoun
- Blackburn Botha B-26 (1938) - průzkumný letoun a torpédový bombardér
- Blackburn B-20 (1940) - prototyp experimentálního hydroplánu
- Blackburn Firebrand B-37 F Mk.I (1942) - palubní útočný letoun
- Blackburn Firebrand B-45 TF Mk.II (1943) - palubní útočný letoun
- Blackburn Firebrand B-46 TF Mk.IV (1945) - palubní útočný letoun
- Blackburn Firecrest B-48 Y.A.1) (1947) - palubní útočný letoun
- Blackburn B-54/B-88 (1949) - prototyp palubního protiponorkového letounu
- Blackburn Beverley B-101 (1950) - čtyřmotorový transportní letoun
- Blackburn Buccaneer B-103 (1958) - dvoumotorový palubní proudový útočný letoun